# Långtjärnen (Norrbärke socken, Dalarna)
Långtjärnen är en sjö i Smedjebackens kommun i Dalarna och ingår i Dalälvens huvudavrinningsområde.